# Eglingen
Eglingen (in alsaziano Eglìnge) è un comune francese di 378 abitanti situato nel dipartimento dell'Alto Reno nella regione del Grand Est.

## Società

### Evoluzione demografica
Abitanti censiti